# 錦江號巡邏艦
錦江號巡邏艦（舷號：PGG-603），為中華民國海軍錦江級巡邏艦首艦，由聯合造船廠（已被中信造船購併）建造並用於用於近海巡邏；錦江軍艦隸屬海軍一三一艦隊，已於2021年除役。

## 艦歷
1993年12月1日，錦江艦安放龍骨。
1994年6月27日下水。
1994年12月1日成軍。
2008年11月17日，錦江艦被發現聲納外罩脫落2/3，但聲納本體功能並未受損；經檢查後並未在艦體發現任何刮痕或摩擦痕跡，研判純粹因海象惡劣加上FRP材質的聲納外罩接近60個月的使用壽限等因素而在航行期間脫落。
2021年2月1日，因接替的沱江級巡邏艦量產型首艦塔江號即將建成服役，錦江軍艦除役，為錦江級中首艘除役艦；錦江號退役時艦齡僅26年，其餘各艦退役時艦齡僅約20年出頭且均未做任何轉用，外界因而有推測此舉間接印證錦江級因需於夏季台灣週圍海域海象相對良好時，分攤由巡防艦負責的海峽中線偵巡等勤務，導致艦體耗損快速提前老化的傳聞。

## 資料來源
1. ↑   (新闻稿). 中華民國海軍. 2017-06-22  [2021-02-01]. （原始内容存档于2021-03-10） （中文（臺灣））.

## 外部連結
- MDC軍武狂人夢-錦江級巡邏艦（页面存档备份，存于）